# Pseudocheirus
Pseudocheirus is een geslacht van buideldieren uit de familie der kleine koeskoezen (Pseudocheiridae). De wetenschappelijke naam van het geslacht werd in 1837 gepubliceerd door William Ogilby.

## Soorten
Er worden 2 soorten in dit geslacht geplaatst:
- Pseudocheirus occidentalis Thomas, 1888
- Pseudocheirus peregrinus (Boddaert, 1785) – Oostelijke koeskoes